# 民衆の芸術
『民衆の芸術』（みんしゅうのげいじゅつ、英語：The Art of the People）は、19世紀のイギリスの芸術家であるウィリアム・モリスが、1879年2月19日、バーミンガム美術デザイン学校の美術協会のためにおこなった講演および書籍および思想。書籍としての出版は1899年。

## 内容
資本主義の悪を指摘し、民衆の生活から遊離した職業的芸術家は、資本主義社会の産物とする。芸術の喜びとは、労働者の日々の労働のうちに生まれるとする。
生活と芸術を結びつけた創造理念は、日本でも柳宗悦らの「民藝運動」や宮沢賢治にも受け継がれた。

### 「民衆の芸術」
「民衆の芸術」とは、産業革命以降に創出される真の芸術とする。自らのおこなっていた工芸や版画を「小芸術」 (Lesser arts)とし、対して絵画や彫刻を「大芸術」 (Great arts)とする。中世までは小芸術と大芸術は融合していたが、産業革命以降の資本主義では小芸術は安価な商品となり、大芸術は富裕層の慰めとなり、その精神を失うとする。社会主義者でもあったモリスは、小説『ユートピアだより』の中で、理想社会では大芸術と呼ばれる美術品の領域が労働によって消滅し、かつては大芸術と呼ばれていた物が特別な名称で呼ばれなくなっている模様を描いている。その理由として、作中では大芸術は物を作り出す全ての人間の一要素となり、労働者ではない富裕層のために存在していた大芸術は労働で特別な物ではなくなったとする。モリスは、大芸術と小芸術の「助け合い」が「民衆の芸術」を生むと考えていた。
モリスは建築を「民衆の芸術」の総体として、すべての始まりとする。家を単に工芸として扱うのではなく、生活の場として着目する。自然を外に追いやらない限り、自然が住まいに美を与えるため、住まいは美を欠くことはない。家と庭をつくる際には自然を洞察しながら芸術を考え、素材と移り変わりという、自然と芸術の両義的性格を有するものに目を向けるとする。

## 日本語訳
- 『民衆の芸術』、中橋一夫訳（岩波書店：岩波文庫、1953年、復刊2020年ほか）ISBN 978-4003420126[1]。
- 『小さな芸術　社会・芸術論集Ⅰ』、川端康雄編訳（月曜社、2022年）ISBN 978-4865031515[5]